# Silvio Lega
Silvio Lega (ur. 4 lutego 1945 w Leini, zm. 24 kwietnia 2021 w Sienie
) – włoski polityk, z wykształcenia prawnik, poseł do Parlamentu Europejskiego I kadencji, poseł do Izby Deputowanych IX, X i XI kadencji.

## Życiorys
Ukończył studia prawnicze, pracował w branży przemysłowej. Zaangażował się w działalność polityczną w ramach Chrześcijańskiej Demokracji, został w niej m.in. sekretarzem w prowincji Turyn oraz  zastępcą sekretarza krajowego. W 1979 uzyskał mandat posła do Parlamentu Europejskiego, przystąpił do Europejskiej Partii Ludowej. Został wiceprzewodniczącym Delegacji ds. stosunków z państwami Europy Wschodniej (1983–1984), należał też do Komisji Budżetowej. Od 1983 do 1994 zasiadał w Izbie Deputowanych trzech kadencji. W 2012 wybrano go przewodniczącym Zgromadzenia Narodowego Chrześcijańskiej Demokracji (grupy byłych działaczy partii, uważających, że nie została ona ważnie zlikwidowana i uważających się za jej kontynuatorów).